# Serixia prasinata
Serixia prasinata är en skalbaggsart som beskrevs av Francis Polkinghorne Pascoe 1866. Serixia prasinata ingår i släktet Serixia och familjen långhorningar. Inga underarter finns listade i Catalogue of Life.